# 凹顶叶甲属
凹顶叶甲属（学名：Parascela），也称似角胸叶甲属，为金花虫科的一个属。本属建立时只包括粗刻猿金花蟲（Parascela cribrata(Schaufuss) = Pseudocolaspis cribrata Sch.)一个种。此种分布于中国浙江、福建、广东及沿海地区和四川、云南等省。1940年，陈世骧认为原属于角胸叶甲属（Basilepta）的Nodostoma hirsutum Jacoby(分布于印度)应归入本属。

## 下属物种
本属包括以下物种：
- 粗刻猿金花蟲 Parascela cribrata (Schaufuss, 1871)，粗刻似角胸肖叶甲
- 栗色似角胸肖叶甲 Parascela castanea Tall,1983
- Parascela filimonovi Romantsov & Moseyko, 2019
- Parascela rugipennis (Tan, 1988)
- 瘤鞘似角胸肖叶甲 Parascela tuberosa (Jacoby, 1887)